# Карагем (перевал)
Караге́м — горный перевал, расположенный на водоразделе рек Иолдоайры и Джело. Водораздел поперечной горной цепью (Карагемская перемычка) соединяет Южно-Чуйский и Северо-Чуйский хребты.

## Этимология
Кара-Кем, Карагэм (от алт. Кара — черный; тув. Хем — река) — букв. обильная, родниковая, питающаяся подземными водами река.

## Описание
Перевал Карагем является автомобильным перевалом. Дорога была проложена во времена СССР с целью обеспечения работы животноводческих хозяйств на чабанских стоянках. В настоящее время дорога практически не обслуживается. Начало дороги находится в селе Бельтир, далее необходимо продолжать движение по левому берегу реки Талдура вплоть до устья реки Джело. После преодоления перевала дорога позволяет проехать ещё несколько километров до места, называемого Карагемская поляна.
Карагемский перевал известен прежде всего в среде туристов, видами открываемыми с него в ясную погоду. С перевала можно наблюдать гору Белуха, ледник Джело и другие вершины Горного Алтая.

## Галерея

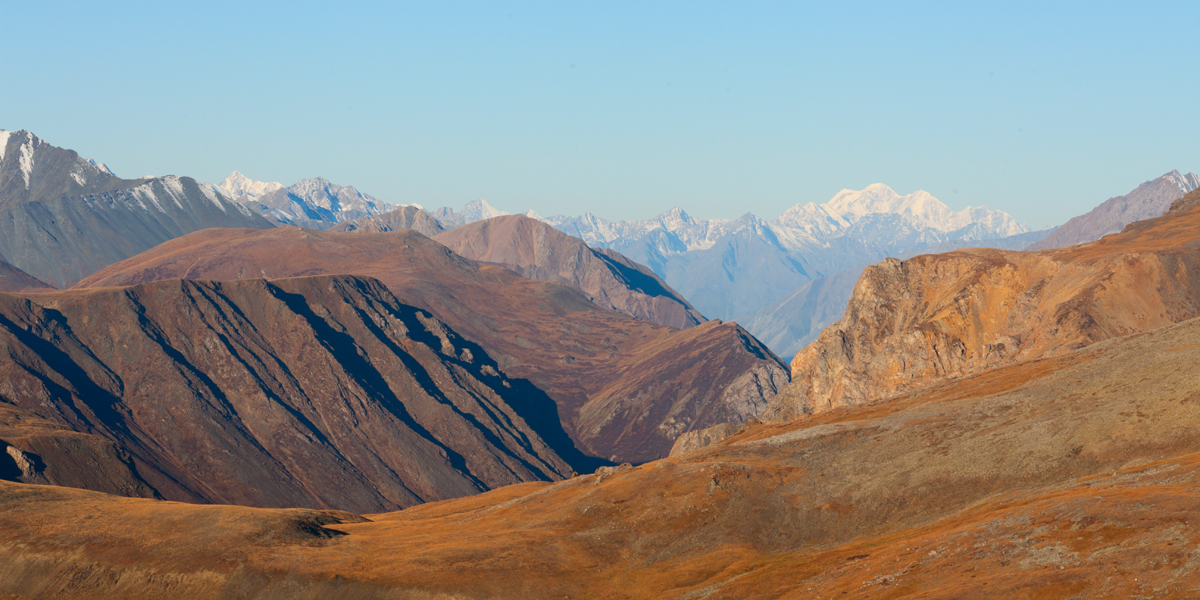
Вид с перевала Карагем на Катунский хребет
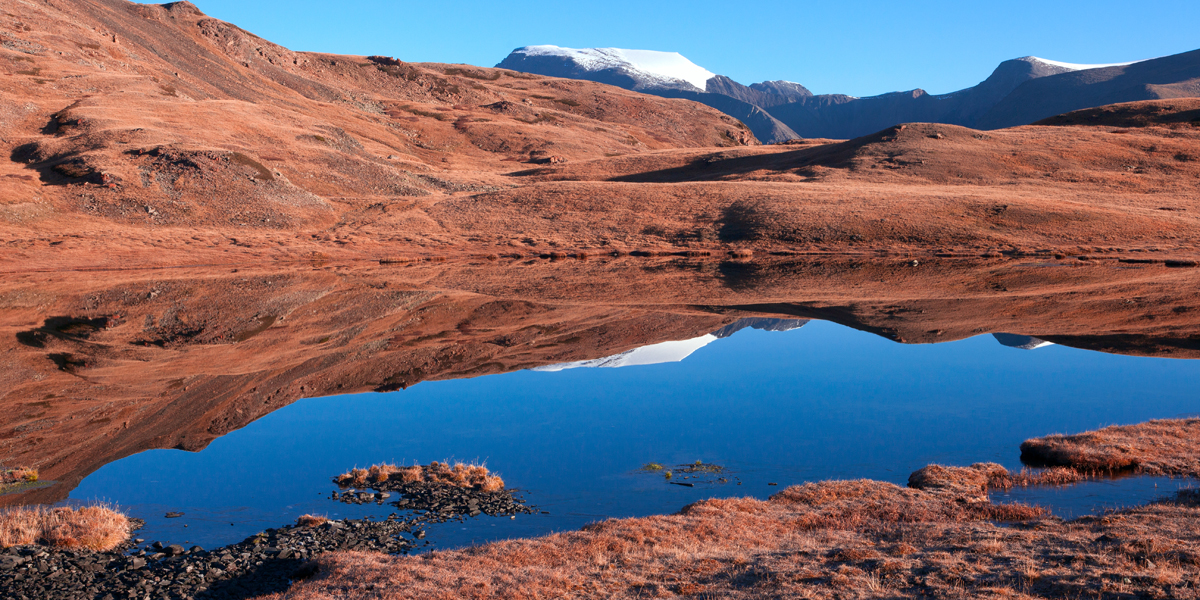
Озеро у подножия перевала Карагем
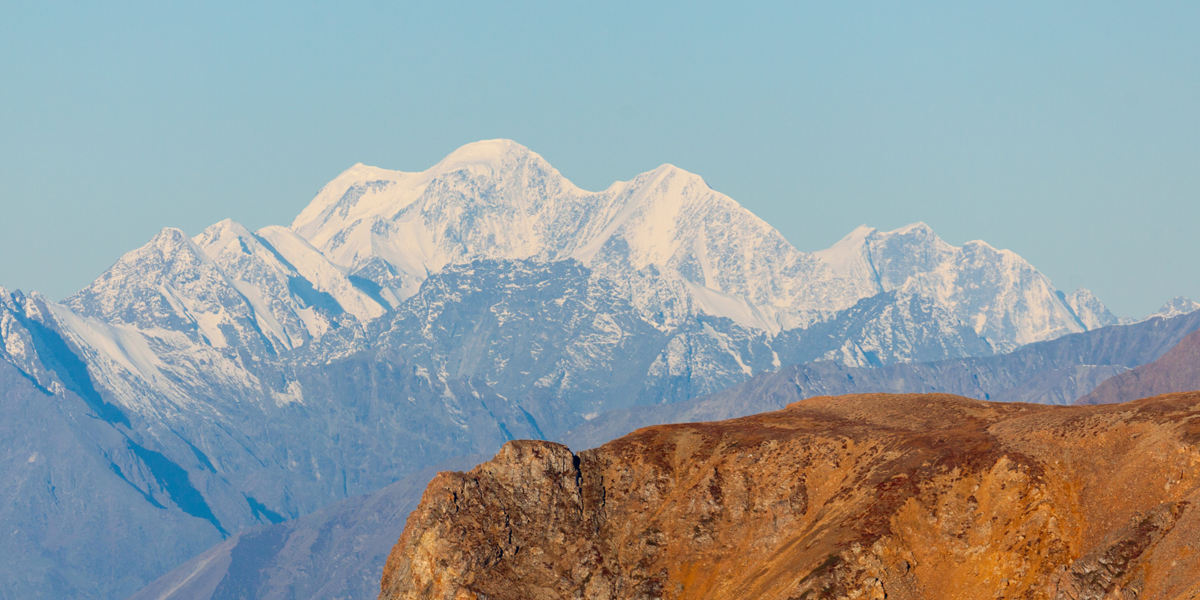
Вид на гору Белуха
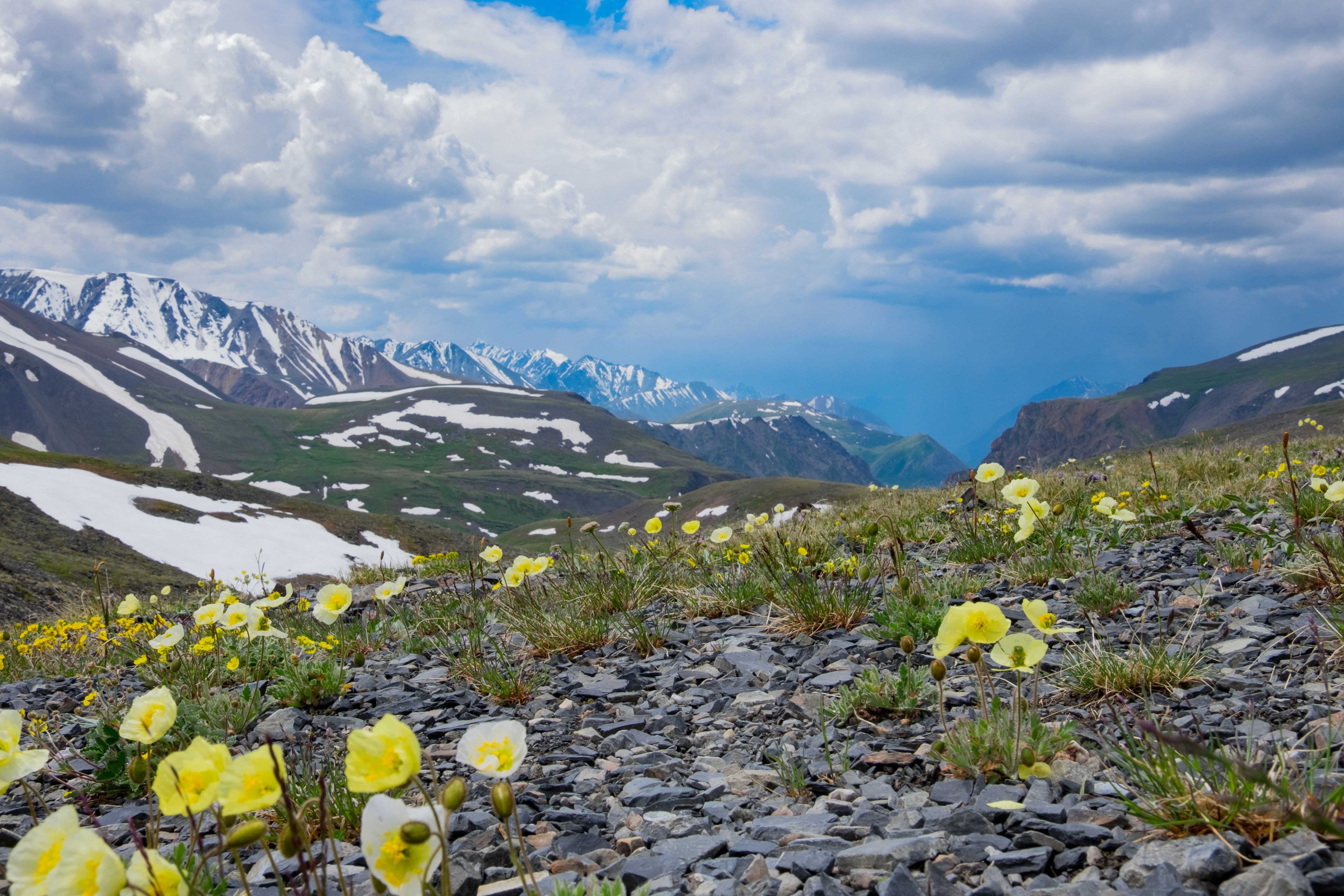
На перевале Карагем
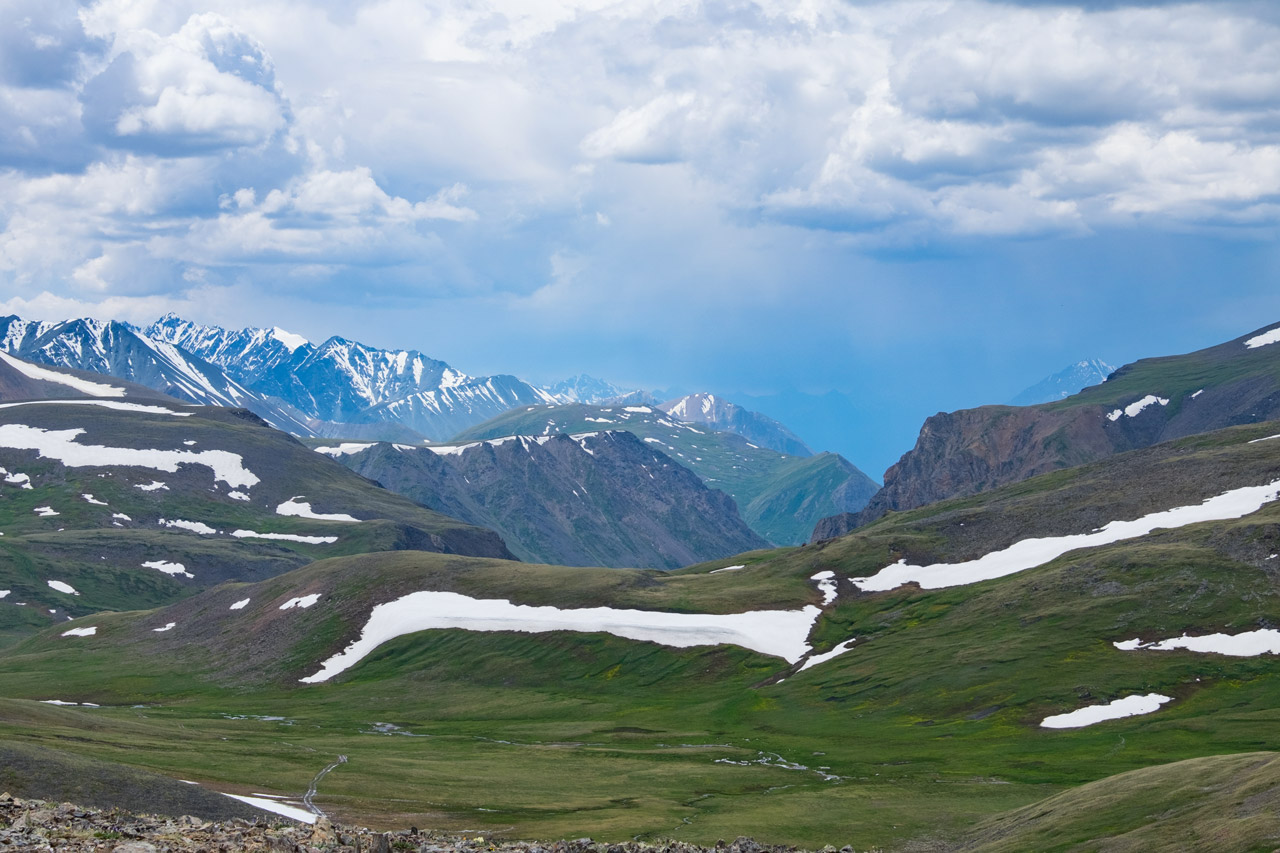
Лето на перевале Карагем
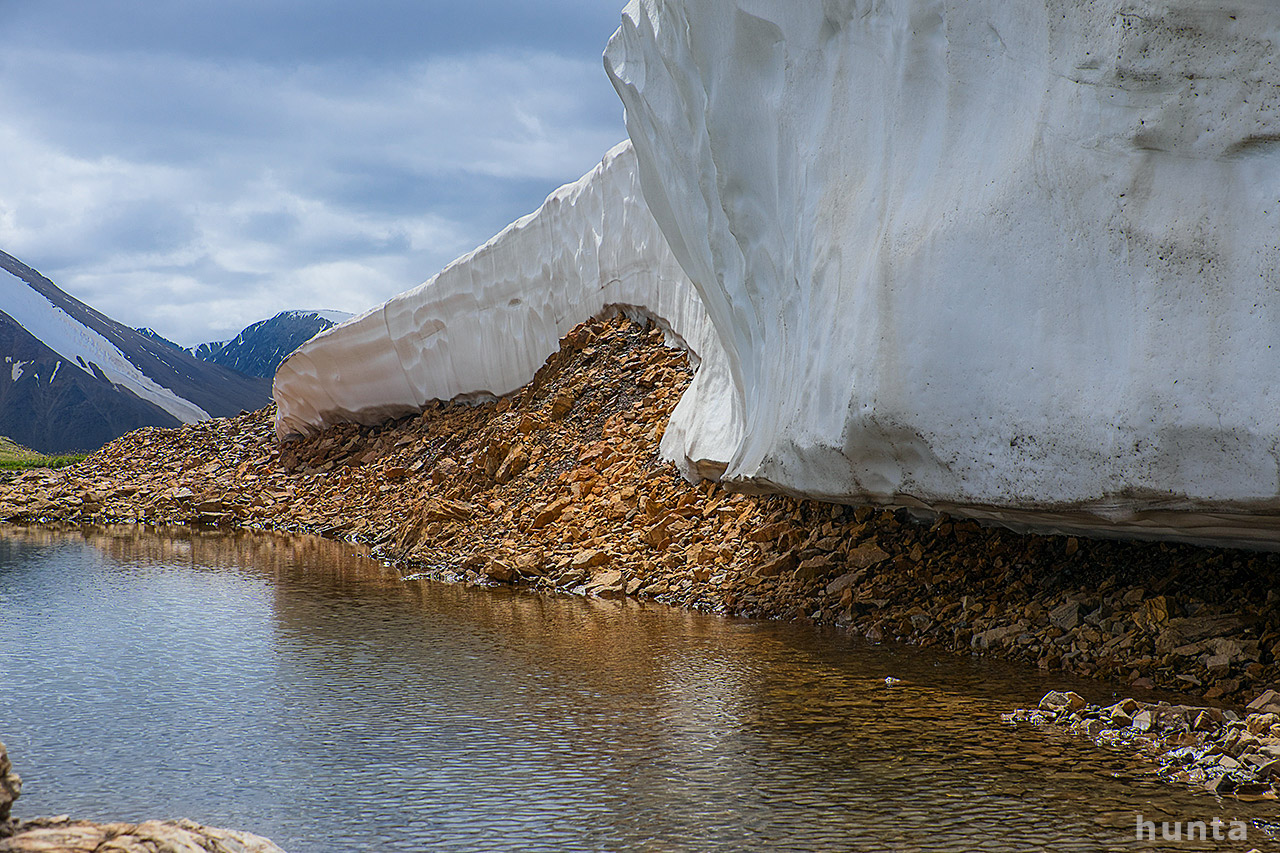
Озеро на перевале Карагем
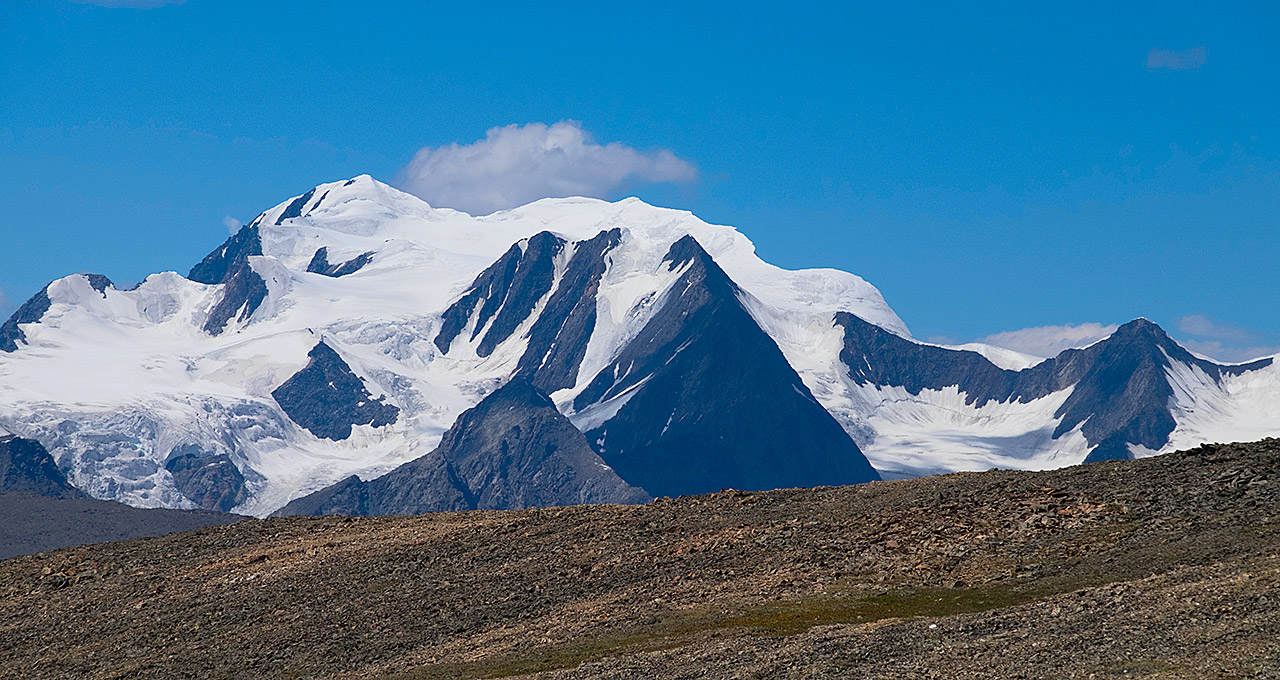
Вид на вершину Маашейбаш